# Gomoljasti dvornik
Gomoljasti dvornik (gomoljičasti dvornik, lat. Bistorta vivipara), višegodišnja zeljasta cvjetnica uključivana u rodove dvornika (Polygonum) i Persicaria, a danas u Bistorta. Rasprostranjena je kroz arktičko područje Euroazije i Sjeverne Amerike i na jug do Alpa, Karpata, Tibeta, Pireneja, Kavkaza i južnih država SAD–a.
Gomoljasti dvornik raste i na podrčju Hrvatske. Postoji nekoliko podvrsta.

## Podvrste
1. Bistorta vivipara subsp. vivipara
2. Bistorta vivipara var. angustum